# Mickaël Delage
Mickael Delage (født 6. august 1985) er en tidligere fransk professionel cykelrytter.